# South Carolina
South Carolina (/ˌkærəˈlaɪnə/ ⓘ) là một tiểu bang thuộc phía đông nam của Hoa Kỳ. Phía bắc giáp North Carolina, phía đông nam giáp Đại Tây Dương và phía tây nam giáp Georgia dọc theo sông Savannah. South Carolina là một trong 13 thuộc địa nổi dậy chống lại sự thống trị của Anh trong Cách mạng Hoa Kỳ vào ngày 23 tháng 5 năm 1788. Nó là bang đầu tiên ly khai khỏi Liên bang để thành lập Liên minh miền Nam ngày 20 tháng 12 năm 1860. Bang này được đặt tên theo tên vua Charles I của Anh, bởi Carolus là tiếng Latin cho tên Charles. Vào năm 2004, dân số tiểu bang là 4.198.068. Sau Nội chiến Hoa Kỳ, nó được trả lại Hoa Kỳ vào ngày 25 tháng 6 năm 1868.
South Carolina là tiểu bang lớn thứ 40 và đông dân thứ 23 của Hoa Kỳ. GDP của nó vào năm 2013 là 183,6 tỷ đô la, với tốc độ tăng trưởng hàng năm là 3,13%. South Carolina bao gồm 46 quận. Thủ phủ là Columbia với dân số năm 2016 là 134.309; trong khi thành phố lớn nhất của nó là Charleston với dân số năm 2016 là 134.385. Khu vực đô thị Greenville-Anderson-Mauldin là khu vực đô thị lớn nhất trong tiểu bang, với ước tính dân số năm 2016 là 884.975.
South Carolina được đặt theo tên của Vua Charles I của Anh, người đầu tiên thành lập thuộc địa Anh, với Carolus là tiếng Latin của "Charles".
South Carolina được biết đến với 187 dặm của bờ biển, các di tích lịch sử và các đồn điền miền Nam, văn hóa thuộc địa, châu Phi và châu Âu và phát triển kinh tế ngày càng tăng của nó.
Nhiều chiến hạm của Hải quân Hoa Kỳ được đặt tên USS South Carolina để vinh danh tiểu bang này.
Đây là nơi sinh của Tổng thống Andrew Jackson (tại Waxhaw).

## Địa lý

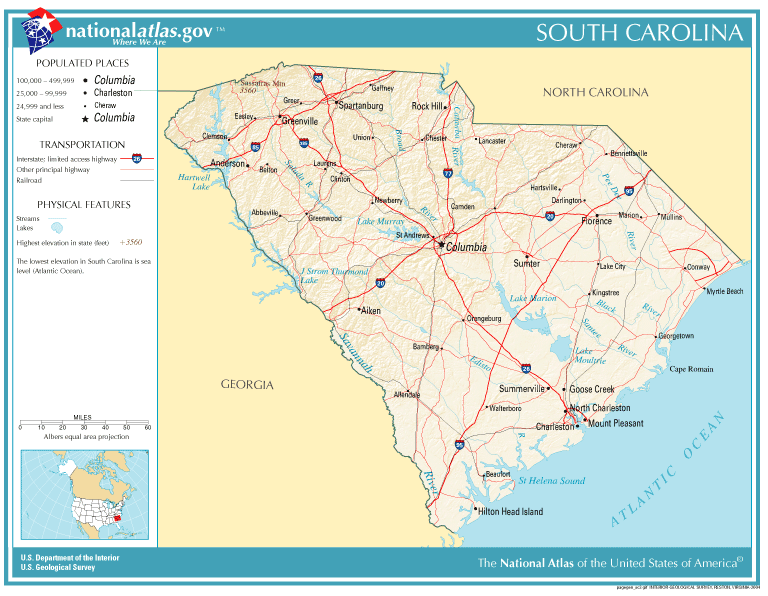
Bản đồ của South Carolina

Tiểu bang có thể được chia thành ba khu vực địa lý. Từ đông sang tây: đồng bằng ven biển Đại Tây Dương, Piedmont và dãy núi Blue Ridge. Tại địa phương, đồng bằng ven biển được gọi là Low Country và hai khu vực khác là Up Country. Đồng bằng ven biển Đại Tây Dương chiếm hai phần ba tiểu bang. Biên giới phía đông của nó là Quần đảo Biển, một chuỗi các hòn đảo chắn. Biên giới giữa Low Country và Up Country được xác định bởi đường bờ biển Đại Tây Dương, đánh dấu giới hạn của các con sông.
Bờ biển của bang có nhiều đầm lầy và cửa sông mặn, cũng như các cảng tự nhiên như Georgetown và Charleston. Một đặc điểm khác thường của vùng đồng bằng ven biển là một số lượng lớn vịnh Carolina, nguồn gốc không rõ ràng. Các vịnh có xu hướng hình bầu dục, xếp thành một hướng tây bắc và đông nam. Địa hình bằng phẳng và đất được cấu tạo hoàn toàn từ các trầm tích như cát, bùn và đất sét. Các khu vực có hệ thống thoát nước tốt hơn tạo nên đất nông nghiệp tuyệt vời, mặc dù một số vùng đất lầy lội. Các khu vực tự nhiên của đồng bằng ven biển là một phần của vùng sinh thái rừng ven biển Trung Đại Tây Dương.
Ngay phía tây của đồng bằng ven biển là vùng Sandhills. Sandhills là tàn dư của các đụn cát ven biển từ thời điểm đất bị chìm hoặc đại dương dâng cao hơn.
Vùng thượng lưu có nguồn gốc của một dãy núi cổ xưa đã bị xói lở. Nó là đồi núi với đất sét mỏng, đá, và có ít khu vực thích hợp cho canh tác. Phần lớn Piedmont đã từng được nuôi. Do sự thay đổi về kinh tế nông nghiệp, phần lớn đất đai hiện đang được trồng lại thành rừng thông Loblolly cho ngành công nghiệp gỗ. Những khu rừng này là một phần của vùng sinh thái rừng hỗn giao Đông Nam Bộ. Ở rìa phía đông nam của Piedmont là vùng cát trắng, nơi các con sông đổ xuống đồng bằng ven biển. Vùng cát trắng là nguồn năng lượng nước quan trọng ban đầu. Các nhà máy được xây dựng để khai thác tài nguyên này đã khuyến khích sự phát triển của một số thành phố, trong đó có thủ phủ Columbia. Các con sông lớn hơn có thể chuyển hướng đến vùng cát trắng.
Phần phía tây bắc của Piedmont còn được gọi là Foothills. Cherokee Parkway là một tuyến đường lái xe ngắm cảnh qua khu vực này. Đây là nơi có Công viên Bang Table Rock.
Nơi cao nhất trong bang là vùng Blue Ridge, có một vách đá của dãy núi Blue Ridge, tiếp tục chạy đến Bắc Carolina và Georgia, như một phần của dãy núi nam Appalachia. Núi Sassafras, điểm cao nhất của South Carolina ở độ cao 1.090 m, nằm trong khu vực này. Cũng trong khu vực này là Công viên Bang Caesars Head. Môi trường ở đây là vùng sinh thái rừng Appalachian-Blue Ridge. Sông Chattooga, trên biên giới giữa South Carolina và Georgia, là một điểm đến đi bè vượt thác yêu thích.

### Hồ
South Carolina có nhiều hồ lớn bao gồm hơn 1.770 km2. Tất cả các hồ lớn ở South Carolina đều do con người tạo ra. Sau đây là các hồ được liệt kê theo kích thước.
- Hồ Marion 450 km2
- Hồ Strom Thurmond (còn gọi là Hồ Clarks Hill) 290 km2
- Hồ Moultrie 240 km2
- Hồ Hartwell 230 km2
- Hồ Murray 200 km2
- Hồ Russell 110 km2
- Hồ Keowee 70 km2
- Hồ Wylie 50 km2
- Hồ Wateree 50 km2
- Hồ Greenwood 50 km2
- Hồ Jocassee 30 km2
- Hồ Bowen

### Động đất
Động đất ở South Carolina tần suất lớn xảy ra là dọc theo bờ biển của tiểu bang, trong khu vực Charleston. South Carolina trung bình có 10–15 trận động đất một năm dưới 3 độ Richter (FEMA). Trận động đất Charleston năm 1886 là trận động đất lớn nhất từng xảy ra tại Đông Nam Hoa Kỳ. Trận động đất 7,2 độ richter này làm chết 60 người và phá hủy nhiều thành phố. Các lỗi trong khu vực này khó nghiên cứu trên bề mặt do sự lắng đọng dày của tầng đất.

### Khí hậu
South Carolina có khí hậu cận nhiệt đới ẩm (phân loại khí hậu Köppen Cfa), mặc dù các khu vực cao độ ở khu vực Upstate có ít đặc điểm cận nhiệt đới hơn các khu vực ở bờ biển Đại Tây Dương. Vào mùa hè, South Carolina nóng và ẩm, với nhiệt độ ban ngày trung bình từ 86-93 °F (30-34 °C) ở hầu hết các bang và mức thấp qua đêm trung bình là 70-75 °F (21-24 °C) trên bờ biển và từ 66-73 °F (19–23 °C) ở nội địa. Nhiệt độ mùa đông ít đồng đều hơn ở South Carolina.
Các khu vực ven biển của bang có mùa đông rất ôn hòa, với nhiệt độ cao trung bình 60 °F (16 °C) và thấp qua đêm khoảng 40 °F (5-8 °C). Trong nội địa, trung bình tháng một đêm thấp là khoảng 32 °F (0 °C) ở Columbia và nhiệt độ thấp dưới mức đóng băng ở Upstate. Trong khi lượng mưa nhiều năm ở hầu hết toàn bộ tiểu bang, bờ biển có xu hướng có mùa hè ẩm ướt hơn, trong khi đó, mùa xuân và mùa thu có xu hướng là thời kỳ ẩm ướt nhất và mùa đông mùa khô nhất, tháng 11 là tháng khô nhất. Nhiệt độ được ghi nhận cao nhất là 113 °F (45 °C) ở Johnston và Columbia vào ngày 29 tháng 6 năm 2012, và nhiệt độ thấp nhất được ghi là −19 °F (−28C) tại Caesars Head vào ngày 21 tháng 1 năm 1985.
Tuyết rơi ở South Carolina có phần không phổ biến ở phần lớn tiểu bang, trong khi các khu vực ven biển nhận được trung bình hàng năm ít hơn một inch (2,5 cm). Nó không phải là không phổ biến (đặc biệt là bờ biển phía nam). Nội địa nhận được tuyết nhiều hơn một chút, mặc dù không nơi nào trong tiểu bang trung bình hơn 12 inch (30 cm) tuyết hàng năm. Những ngọn núi cực tây bắc South Carolina có xu hướng tích tụ tuyết đáng kể nhất. Mưa đá có xu hướng phổ biến hơn tuyết ở nhiều khu vực của tiểu bang. Cầu đường ở South Carolina thường được đánh dấu là "Cầu đóng băng trước đường".
South Carolina cũng dễ bị bão nhiệt đới và lốc xoáy. Hai trong số những cơn bão mạnh nhất tấn công South Carolina trong lịch sử gần đây là bão Hazel (1954) và bão Hugo (1989).

#### Cơn bão và lốc xoáy nhiệt đới
Bang đôi khi bị ảnh hưởng bởi các cơn bão nhiệt đới. Đây là mối quan tâm hàng năm trong mùa bão, kéo dài từ ngày 1 tháng 6 đến ngày 30 tháng 11. Thời gian cao điểm của bờ biển phía đông nam Đại Tây Dương là từ đầu tháng 8 đến đầu tháng 10, trong mùa bão Cape Verde. Các cơn bão đáng nhớ tấn công South Carolina bao gồm Hazel (1954), Florence (2018) và Hugo (1989), tất cả các cơn bão cấp 4.
South Carolina trung bình khoảng 50 ngày có hoạt động giông bão mỗi năm. Đây là ít hơn một số tiểu bang xa hơn về phía nam, và nó ít dễ bị tổn thương hơn bởi các cơn lốc xoáy so với các tiểu bang giáp biên giới với Vịnh Mexico. Một số cơn lốc xoáy đáng chú ý đã tấn công South Carolina và tiểu bang trung bình có khoảng 14 cơn lốc xoáy mỗi năm. Mưa đá phổ biến hơn nhiều cơn bão trong tiểu bang, vì thường có sự tương phản rõ rệt về nhiệt độ của điều kiện mặt đất ấm hơn so với không khí lạnh ở trên cao.

### Đất thuộc quyền sở hữu liên bang ở South Carolina
- Đảo Marine Corps Recruit Depot Parris tại đảo Parris
- Địa điểm Lịch sử Quốc gia Charles Pinckney tại Mt. Pleasant
- Công viên quốc gia Congaree ở Hopkins
- Chiến trường quốc gia Cowpens gần Chesnee
- Đài tưởng niệm Quốc gia Pháo đài Moultrie tại đảo Sullivan
- Đài tưởng niệm Quốc gia Fort Sumter ở cảng Charleston
- Công viên quân sự quốc gia Kings Mountain tại Blacksburg
- địa điểm lịch sử quốc gia Ninety Six tại Ninety Six
- Đường mòn lịch sử quốc gia Overmountain Victory
- Fort Jackson gần Columbia
- Cơ sở chung Charleston gần Charleston
- Căn cứ không quân Shaw gần Sumter

### Nhân khẩu học
Cục điều tra dân số Hoa Kỳ ước tính dân số của South Carolina là 5.024.369 vào ngày 1 tháng 7 năm 2017, tăng 8,6% kể từ cuộc điều tra dân số năm 2010.
Theo ước tính của cuộc điều tra dân số năm 2017, chủng tộc của bang với 68,5% người da trắng (63,8% không phải gốc Tây Ban Nha), 27,3% người da đen hoặc người Mỹ gốc Phi, 0,5% người Mỹ da đỏ và người bản địa Alaska, 1,7% người châu Á, 0,1% người Hawaii bản xứ và người ở các đảo Thái Bình Dương khác, 1,9% từ hai hoặc nhiều chủng tộc. 5,7% tổng dân số là gốc Tây Ban Nha hoặc La tinh.
| Thành phần chủng tộc                         | 1990  | 2000  | 2010  | 2017  |
| -------------------------------------------- | ----- | ----- | ----- | ----- |
| Da trắng                                     | 69.0% | 67.2% | 66.2% | 68.5% |
| Da đen                                       | 29.8% | 29.5% | 27.9% | 27.3% |
| Châu Á                                       | 0.6%  | 0.9%  | 1.3%  | 1.7%  |
| Mỹ bản địa                                   | 0.2%  | 0.3%  | 0.4%  | 0.5%  |
| Hawai bản xứ và các đảo Thái Bình Dương khác | –     | –     | 0.1%  | 0.1%  |
| Hai hoặc nhiều chủng tộc                     | –     | 1.0%  | 1.7%  | 1.9%  |

Theo Cục điều tra dân số Hoa Kỳ, tính đến năm 2014, South Carolina có dân số ước tính là 4.896.146, tăng 63.664 so với năm trước và tăng 270.782, hay 5,85%, kể từ năm 2010. Nhập cư từ bên ngoài Hoa Kỳ dẫn đến sự gia tăng cao của 36.401 người và di cư trong nước tăng 115.084 người. Theo trường Cục Y tế Công cộng Arnold thuộc Đại học South Carolina, Hiệp hội Nghiên cứu Di trú La tinh, dân số sinh ở ngoại quốc của South Carolina tăng trưởng nhanh hơn bất kỳ tiểu bang nào khác từ năm 2000 đến năm 2005.
Một cuộc khảo sát thăm dò ý kiến chính sách công vào tháng 8 năm 2011 cho thấy 21% cử tri ở South Carolina cho rằng hôn nhân đồng giới nên là hợp pháp, trong khi 69% cho rằng nó là bất hợp pháp và 10% không chắc chắn. Một câu hỏi riêng trên cùng một cuộc khảo sát cho thấy 48% cử tri ở South Carolina ủng hộ sự công nhận hợp pháp của các cặp vợ chồng đồng giới, với 19% ủng hộ hôn nhân đồng giới, 29% ủng hộ công đoàn nhưng không kết hôn, 51% không có sự công nhận pháp lý và 2 % không chắc.

### Các thành phố lớn
Vào năm 2017, Cục điều tra dân số Hoa Kỳ đã công bố ước tính dân số năm 2016 cho các thành phố đông dân nhất của South Carolina.

#### Trung tâm dân số
| Hạng | Khu vực đô thị                                             | Dân số    | Hạt                                                      |
| ---- | ---------------------------------------------------------- | --------- | -------------------------------------------------------- |
| 1    | Greenville-Anderson-Mauldin                                | 884,975   | Greenville, Anderson, Laurens, Pickens                   |
| 2    | Columbia                                                   | 810,068   | Calhoun, Kershaw, Fairfield, Richland, Lexington, Saluda |
| 3    | Charleston-North Charleston-Summerville SC MSA             | 744,526   | Charleston, Dorchester, Berkeley                         |
| 4    | Myrtle Beach-Conway-North Myrtle Beach SC MSA              | 309,199   | Horry, Georgetown, Brunswick                             |
| 5    | Spartanburg, SC MSA                                        | 297,302   | Spartanburg                                              |
| 6    | Charlotte-Gastonia-Concord NC-SC MSA                       | 251,195   | Mecklenburg, Union, Gaston, Cabarrus, Anson, York        |
| 7    | Hilton Head Island-Bluffton-Beaufort, SC metropolitan area | 207,413   | Beaufort, Jasper                                         |
| 8    | Florence                                                   | 206,448   | Florence, Darlington                                     |
| 9    | Sumter, SC MSA                                             | 107,480   | Sumter                                                   |
|      | Tổng cộng                                                  | 3,818,606 |                                                          |

| Hạng | Khu vực thống kê tổng hợp       | Dân số                             | Hạt                                                                            |
| ---- | ------------------------------- | ---------------------------------- | ------------------------------------------------------------------------------ |
| 1    | Greenville-Spartanburg-Anderson | 1,442,117                          | Greenville, Spartanburg, Anderson, Pickens, Oconee, Laurens, Cherokee, Union   |
| 2    | Columbia-Orangeburg-Newberry    | 943,470                            | Richland, Lexington, Orangeburg, Kershaw, Newberry, Fairfield, Saluda, Calhoun |
| 3    | Myrtle Beach-Conway-Georgetown  | 510,694                            | Horry, Brunswick, Georgetown                                                   |
| 4    | Charlotte-Concord-Gastonia      | 426,314 (2,205,935 ở Bắc Carolina) | York, Lancaster, Chesterfield, Chester                                         |
|      | Tổng cộng                       | 3,322,595                          |                                                                                |

## Chính phủ và chính trị

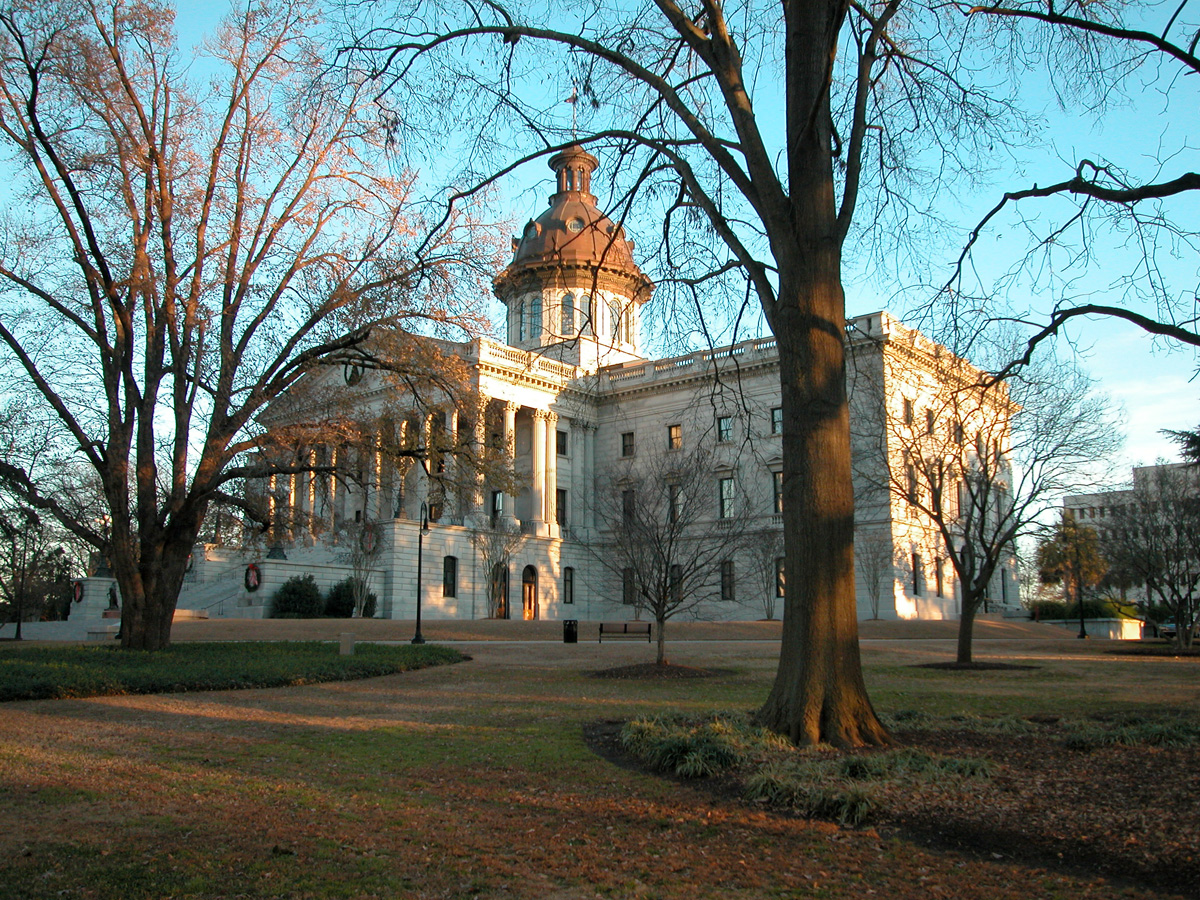
Tòa nhà bang South Carolina

Chính quyền tiểu bang South Carolina bao gồm các chi nhánh điều hành, lập pháp và tư pháp. Cũng có liên quan là hiến pháp tiểu bang, cơ quan thực thi pháp luật, đại diện liên bang, tài chính tiểu bang và thuế tiểu bang.
South Carolina trong lịch sử có một nhánh hành pháp yếu và một cơ quan lập pháp vững mạnh. Trước năm 1865, các thống đốc ở South Carolina được Đại hội bổ nhiệm, và giữ chức danh "Tổng thống Bang". Hiến pháp 1865 đã thay đổi quá trình này, đòi hỏi một cuộc bầu cử phổ biến trong nhân dân. Tuy nhiên, Hiến pháp 1867, được thông qua trong thời kỳ Tái thiết, mở rộng dân chủ hóa bằng cách thiết lập quy tắc cho các hạt.
Hiến pháp tiểu bang năm 1895 đã đảo ngược điều này, làm giảm vai trò của các hạt và tăng cường vai trò tương đối cho cơ quan lập pháp tiểu bang; về cơ bản các hạt là đại diện của bang và được Đại hội đồng cai trị thông qua phái đoàn lập pháp cho từng hạt. Vì mỗi hạt có một thượng nghị sĩ tiểu bang, vị trí đó đặc biệt lớn. Tình trạng này tiếp tục cho đến năm 1973, khi hiến pháp tiểu bang được sửa đổi để cung cấp cho người điều hành cho các hạt. Trong thời gian này, bang đã thay đổi, với sự đô thị hóa ngày càng tăng, nhưng các quận nông thôn vẫn giữ được nhiều quyền lực hơn khi cơ quan lập pháp được đặt tại các đại diện được bầu từ các hạt hơn là các khu dân cư.
Trường hợp tòa án liên bang, Reynolds v. Sims (1964), "đã thiết lập khái niệm một người, một phiếu bầu cho đại diện bầu cử ở cấp tiểu bang." Đạo luật Home Rule năm 1975 đã thực hiện sửa đổi cho thêm quyền lực cho các quận. Với đô thị hóa, chính phủ của họ ngày càng trở nên quan trọng trong tiểu bang.
Một số thay đổi đối với hiến pháp tiểu bang đã ảnh hưởng đến văn phòng của thống đốc và nội các. Năm 1926, nhiệm kỳ của thống đốc kéo dài từ hai đến bốn năm; năm 1982, thống đốc được phép chạy đua ứng cử trong nhiệm kỳ kế tiếp. Năm 1993, tiểu bang thông qua một sửa đổi đòi hỏi một nội các giới hạn (tất cả đều phải được bầu phổ biến trong nhân dân).
Kể từ ngày 2 tháng 1 năm 2016, đã có 2.948.772 cử tri đã đăng ký.

## Lịch sử

### Thời kỳ tiền định
Có bằng chứng về hoạt động của con người trong khu vực khoảng 40.000 năm trước. Vào thời điểm người châu Âu đến, đánh dấu sự kết thúc của thời kỳ tiền Columbus vào khoảng năm 1600, có nhiều bộ tộc người Mỹ bản địa riêng biệt, lớn nhất là Cherokee và Catawba với tổng dân số lên tới 20.000.
Ngược lên các con sông của đồng bằng ven biển phía đông là nơi sinh sống khoảng một chục bộ lạc của nền văn hóa Siouan. Dọc theo sông Savannah là Apalachee, Yuchi và Yamasee. Xa hơn về phía tây là Cherokee và dọc theo sông Catawba là Catawba. Những bộ lạc này là những cư dân trong làng, dựa vào nông nghiệp làm nguồn thức ăn chính của họ. Người Cherokee sống trong các căn nhà bằng gỗ và vách đất làm bằng gỗ và đất sét, mái nhà được lợp bằng gỗ hoặc thảm cỏ.
Khoảng một chục bộ lạc nhỏ riêng biệt thu hoạch hàu và cá trên bờ biển và trồng ngô, đậu xanh và các loại đậu. Du lịch nội địa chủ yếu bằng xuồng, họ vượt qua mùa đông trên vùng đồng bằng ven biển, săn hươu và thu thập các loại hạt và trái cây. Tên của những bộ tộc này tồn tại ở những cái tên như đảo Edisto, đảo Kiawah và sông Ashepoo.

### Thăm dò
Người Tây Ban Nha là những người châu Âu đầu tiên trong khu vực. Từ ngày 24 tháng 6 đến 14 tháng 7 năm 1521, họ khám phá vùng đất xung quanh vịnh Winyah. Vào ngày 8 tháng 10 năm 1526, họ thành lập San Miguel de Gualdape, gần Georgetown, South Carolina ngày nay. Đây là khu định cư đầu tiên của người châu Âu ở Hoa Kỳ hiện nay. Năm 1540, Hernando de Soto khám phá khu vực này và thị trấn chính của Cofitachequi, nơi ông khám phá ra Maskoki và Chelaque
Năm 1562, Huguenots của Pháp đã thiết lập một khu định cư tại khu vực khảo cổ Charlesfort-Santa Elena trên đảo Parris. Một số người định cư thích một cuộc sống tự nhiên xa nền văn minh và sự tàn bạo của các cuộc chiến tranh tôn giáo. Vào tháng 5 năm 1564, một chuyến thám hiểm thứ hai đã thám hiểm bờ biển từ sông Jordan đến dòng sông Dolphins và chiếm giữ lãnh thổ từ bờ biển đến dãy núi Palassi, một ngữ âm bản địa của dãy núi Appalachia. Vào ngày 20 tháng 6 năm 1564, họ thành lập Fort Caroline, được đặt theo tên của Vua Pháp Charles IX.
Vào ngày 28 tháng 8 năm 1565, người Tây Ban Nha xây một pháo đài tại Augustine và một vài ngày sau đó, tiêu diệt các thực dân Pháp trên bờ sông Massacre. Hai trăm người đàn ông còn lại để bảo vệ Fort Caroline đã bị hành quyết vào ngày 20 tháng 9 năm 1565 bởi vì họ không phải là người Công giáo. Ba năm sau, một chuyến thám hiểm do Dominique de Gourgue dẫn đầu đã kích động một cuộc nổi dậy chung của những người bản xứ đã trục xuất vĩnh viễn người Tây Ban Nha khỏi vùng Piedmont và Cumberland.

### Thuộc địa
Sáu mươi năm sau, vào năm 1629, Vua nước Anh Charles I đã thành lập tỉnh Carolina, một khu vực bao gồm miền Nam và Bắc Carolina, Georgia và Tennessee. Năm 1663, Charles II đã trao tặng đất cho 8 người lãnh chúa để đổi lấy sự hỗ trợ tài chính và chính trị của họ trong việc khôi phục ông lên ngôi năm 1660. Anthony Ashley Cooper lên kế hoạch cho Mô hình Đại diện cho tỉnh Carolina và viết các Hiến pháp Cơ bản của Carolina. Sự không tưởng của anh được lấy cảm hứng từ John Locke, một nhà triết học và bác sĩ người Anh, được coi là một trong những nhà tư tưởng sáng tạo có ảnh hưởng nhất và thường được gọi là "Cha đẻ của chủ nghĩa tự do".
Vào những năm 1670, những người trồng trọt từ Barbados đã tự thành lập nơi bây giờ được gọi là Charleston. Những người định cư đã xây dựng các đồn điền lúa ở vùng đất thấp South Carolina, phía đông của Đại Tây Dương. Những người định cư đến từ khắp châu Âu. Trồng rừng được thực hiện bởi những nô lệ châu Phi, người đã hình thành phần lớn dân số vào năm 1720. Một cây trồng hái ra tiền khác là cây Indigo, một nguồn thực vật nhuộm màu xanh, được trồng và phát triển bởi Eliza Lucas.
Trong khi đó, ở vùng đất cao South Carolina, phía tây của dòng Fall, là nơi chiếm đóng của những người nông dân nhỏ và những người buôn bán, những người từ các bộ tộc người Mỹ bản địa ở phía tây. Các nhà thực dân đã lật đổ quy tắc của chủ sở hữu. Năm 1719, thuộc địa đã chính thức trở thành thuộc địa độc lập. Năm 1729, Bắc Carolina được tách ra thành một thuộc địa riêng biệt.
South Carolina thịnh vượng từ sự màu mỡ của vùng đất thấp và các bến cảng, chẳng hạn như tại Charleston. Nó cho phép sự khoan dung trong tôn giáo, khuyến khích các khu định cư mở đất, và buôn bán da con hoăng, gỗ và thịt bò phát triển mạnh. Trồng lúa được phát triển trên diện rộng.
Đến nửa cuối thập niên 1700, South Carolina là một trong những nơi ở của những người giàu nhất sắp sửa trở thành mười ba thuộc địa.

### Cách mạng Mỹ
Vào ngày 26 tháng 3 năm 1776, thuộc địa đã thông qua trong Hiến pháp South Carolina, bầu John Rutledge làm tổng trưởng đầu tiên của bang. Tháng 2 năm 1778, South Carolina trở thành tiểu bang đầu tiên phê chuẩn các Điều khoản Liên bang, tài liệu điều hành ban đầu của Hoa Kỳ và tháng 5 năm 1788, South Carolina phê chuẩn Hiến pháp Hoa Kỳ, trở thành tiểu bang thứ tám phê chuẩn.
Trong Chiến tranh Cách mạng Mỹ (1775–1783), khoảng một phần ba việc chiến đấu diễn ra tại South Carolina, nhiều hơn bất kỳ nơi nào khác. Cư dân của bang chịu đựng sự xâm lược của các quân Anh và một cuộc nội chiến đang diễn ra giữa những người trung thành và các phần tử hẻo lánh. Ước tính có khoảng 25.000 nô lệ (30% số người ở South Carolina) bỏ trốn, di cư hoặc chết trong chiến tranh.

### Trước cuộc nội chiến (Antebellum)
Cuộc điều tra dân số đầu tiên của Mỹ năm 1790 đã đưa dân số của tiểu bang lên gần 250.000 người. Theo điều tra dân số năm 1800, dân số đã tăng 38% lên gần 340.000 trong đó 146.000 là nô lệ. Vào thời điểm đó, South Carolina có dân số người Do Thái đông nhất ở 16 nước Mỹ, hầu hết sống ở Savannah và Charleston, sau này là thành phố lớn thứ năm của đất nước.
Trong thời kỳ trước cuộc nội chiến nền kinh tế và dân số của bang tăng lên. Bông đã trở thành một cây trồng quan trọng sau khi phát minh ra gin bông. Trong khi danh nghĩa dân chủ, từ năm 1790 cho đến năm 1865, các chủ đất nam giàu có đã kiểm soát South Carolina. Ví dụ, một người đàn ông không đủ điều kiện để ngồi trong Hạ viện Nhà nước trừ khi ông sở hữu một khu đất 500 mẫu đất và 10 người da đen, hoặc ít nhất 150 bảng Anh.
Columbia, thủ phủ mới của tiểu bang được thành lập ở trung tâm tiểu bang, và Cơ quan Lập pháp Tiểu bang lần đầu tiên xây vào năm 1790. Thị trấn phát triển sau khi được kết nối với Charleston qua kênh đào Santee vào năm 1800, một trong những kênh đào đầu tiên ở Hoa Kỳ..
Năm 1832, Pháp lệnh Nullification tuyên bố luật thuế liên bang không vi hiến và không được thi hành trong tiểu bang, dẫn đến Khủng hoảng Nullification. Force Bill được ban hành với mục đích sử dụng bất kỳ lực lượng quân sự cần thiết để thực thi pháp luật liên bang trong tiểu bang.
Trong cuộc bầu cử tổng thống năm 1860 của Hoa Kỳ đã bị chia rẽ mạnh mẽ, với sự bỏ phiếu phía nam cho đảng Dân chủ miền Nam và phía bắc cho Đảng Cộng hòa Abraham Lincoln. Lincoln đã chống chế độ nô lệ, không thừa nhận quyền ly khai, và sẽ không mang lại tài sản liên bang ở các bang miền Nam. Các nhà ly khai miền Nam tin rằng cuộc bầu cử của Lincoln có nghĩa là sự sụp đổ dài hạn cho nền kinh tế nông nghiệp dựa trên chế độ nô lệ và hệ thống xã hội của họ.
Lincoln được bầu làm tổng thống vào ngày 6 tháng 11 năm 1860. Hạ viện nhà nước ngay lập tức đã thông qua "Nghị quyết kêu gọi bầu cử Abraham Lincoln như Tổng thống Mỹ, một hành động thù địch, 9 tháng 11 năm 1860", và trong vòng vài tuần South Carolina tuyên bố ly khai khỏi Hoa Kỳ.

### Nội chiến 1861–1865
Vào ngày 12 tháng 4 năm 1861, Liên minh miền Nam (miền Nam) bắt đầu gây chiến bằng các phát đại bác tại Pháo đài Liên bang tại cảng Charleston, sau khi quân đội Mỹ từ chối rời khỏi pháo đài trong hòa bình và Nội chiến Hoa Kỳ bắt đầu. Vào tháng 11 năm đó, Liên minh tấn công cảng Royal Sound và nhanh chóng chiếm đóng hạt Beaufort và các đảo lân cận. Đối với cuộc chiến này, khu vực này phục vụ như là một cơ sở của Liên minh và dàn điểm cho các hoạt động khác. Người da trắng bỏ hoang đồn điền của họ, để lại khoảng 10.000 nô lệ. Một số tổ chức từ thiện miền Bắc đã hợp tác với chính phủ liên bang để giúp những người này tự quản lý các trang trại bông. Người lao động đã được trả bởi đồng bảng Anh và do đó đã trở thành những nô lệ đầu tiên được giải phóng bởi các lực lượng Liên minh để kiếm lương.
Mặc dù bang không phải là một chiến trường lớn nhưng chiến tranh đã hủy hoại nền kinh tế. Dưới sự bảo trợ, tất cả những người đàn ông tuổi từ 18–35 (sau 45) đã được soạn thảo làm việc cho dịch vụ của Liên minh miền Nam. Hơn 60.000 người phục vụ và bang đã mất gần một phần ba dân số nam giới trong độ tuổi chiến đấu.
Vào cuối cuộc chiến vào đầu năm 1865, quân đội của tướng William Tecumseh Sherman đã đi khắp các đồn điền bị tàn phá của bang và hầu hết là ở Columbia.

### Tái thiết 1865–1877
Sau chiến tranh, South Carolina đã được phục hồi trong thời gian Tái thiết. Dưới sự tái thiết của tổng thống (1865–66), những người tự do (những nô lệ cũ) được trao quyền hạn chế. Dưới sự tái thiết của Radical (1867–1877), một liên minh đảng Cộng hòa của những người tự do. Họ thành lập hội giáo dục công lập, các tổ chức phúc lợi và quy tắc cho các hạt, mở rộng nền dân chủ.
Ở Texas so với White (1869), Tòa án tối cao đã phán quyết các sắc lệnh ly khai (kể cả của South Carolina) không hợp lệ, và do đó những bang đó chưa bao giờ rời Liên minh. Tuy nhiên, South Carolina đã không lấy lại đại diện trong Quốc hội cho đến ngày đó.
Cho đến cuộc bầu cử tổng thống năm 1868, cơ quan lập pháp của South Carolina, không phải là người bầu cử, đã chọn cử tri của tiểu bang cho cuộc bầu cử tổng thống. South Carolina là bang cuối cùng chọn cử tri theo cách này. Vào ngày 19 tháng 10 năm 1871, Tổng thống Ulysses S. Grant đã tạm ngưng việc xem xét giam giữ tại chín quận South Carolina dưới quyền của Đạo luật Ku Klux Klan. Được dẫn dắt bởi Tổng Chưởng lý của Grant, Amos T. Akerman, hàng trăm người Klansmen đã bị bắt trong khi 2000 người Klansmen bỏ chạy khỏi bang. Điều này đã được thực hiện để ngăn chặn các phần tử bạo lực Klan chống lại các cử tri người Mỹ gốc Phi và da trắng ở miền Nam. Vào giữa những năm 1870, đảng Dân chủ da trắng sử dụng các nhóm bán quân sự như Red Shirts để đe dọa và khủng bố các cử tri da đen. Họ giành lại quyền kiểm soát chính trị của bang dưới sự bảo thủ "Redeemers" và ủng hộ kinh doanh dân chủ Bourbon. Năm 1877, chính phủ liên bang rút quân của mình như là một phần của Hiệp ước năm 1877 và kết thúc Tái thiết.

### Phong trào nông nghiệp
Bang trở thành một điểm nóng về căng thẳng chủng tộc và kinh tế trong phong trào Dân túy và Nông dân của những năm 1890. Để ngăn chặn điều đó xảy ra, đảng Dân chủ đã đạt được một hiến pháp mới vào năm 1895 đã giảm hầu hết người da đen và nhiều người da trắng nghèo bằng các yêu cầu mới về thuế thăm dò ý kiến, cư trú và các bài kiểm tra đọc viết. Đến năm 1896, chỉ có 5.500 cử tri da đen vẫn còn trên sổ đăng ký cử tri, mặc dù họ chiếm đa số dân số của tiểu bang. Cuộc điều tra dân số năm 1900 đã chứng minh mức độ cắt giảm quyền lợi: 782.509 công dân Mỹ gốc Phi bao gồm hơn 58% dân số của tiểu bang, nhưng về cơ bản họ không có bất kỳ đại diện chính trị nào trong xã hội Jim Crow.
Hiến pháp năm 1895 giảm bớt sức mạnh chính quyền đại diện địa phương, giảm vai trò của các hạt đối với các chính quyền tiểu bang, thông qua các phái đoàn lập pháp cho từng quận. Vì mỗi quận có một thượng nghị sĩ tiểu bang, người đó có quyền lực đáng kể. Các hạt thiếu chính phủ đại diện cho đến khi luật nhà được thông qua vào năm 1975.
Thống đốc "Pitchfork Ben Tillman", một người theo chủ nghĩa dân túy, đã dẫn đầu nỗ lực để tước quyền lợi cho người da đen và người da trắng nghèo, mặc dù ông đã kiểm soát chính trị bang dân chủ từ những năm 1890 đến năm 1910. Trong hội nghị hiến pháp năm 1895, ông ủng hộ đề xuất của một người đàn ông khác rằng tiểu bang áp dụng quy tắc một lần, cũng như cấm hôn nhân giữa người da trắng và bất kỳ ai có tổ tiên châu Phi.
Bang đã trì hoãn luật một lần như vậy trong nhiều năm. Các nhà lập pháp Virginian đã thông qua một luật một lần vào năm 1924, quên rằng bang của họ có nhiều người có tổ tiên hỗn hợp trong số những người được xác định là người da trắng.

### Thế kỷ 20
Đầu thế kỷ 20, South Carolina đã phát triển một ngành công nghiệp dệt may mạnh. Bang cũng chuyển đổi cơ sở nông nghiệp từ bông sang cây trồng có lợi nhuận cao hơn; thu hút các căn cứ quân sự lớn thông qua đoàn đại biểu dân chủ mạnh mẽ của đảng Dân chủ, một phần của miền Nam một bên sau khi giải thể người da đen vào đầu thế kỷ; và tạo ra ngành du lịch. Trong đầu thế kỷ 20, hàng ngàn người Mỹ gốc Phi đã rời khỏi South Carolina và các tiểu bang miền nam khác để tìm việc làm và có cơ hội tốt hơn ở các thành phố miền bắc, Trung Tây và Tây. Tổng cộng từ năm 1910 đến năm 1970, 6,5 triệu người da đen đã rời khỏi miền Nam trong cuộc Di cư vĩ đại. Đến năm 1930, South Carolina có đa số người da trắng lần đầu tiên kể từ năm 1708.
South Carolina là một trong nhiều tiểu bang ban đầu từ chối Bản sửa đổi lần thứ 19 (1920) cho phụ nữ quyền bỏ phiếu. Cơ quan lập pháp South Carolina sau đó đã phê chuẩn sửa đổi vào ngày 1 tháng 7 năm 1969.
Cuộc đấu tranh của phong trào dân quyền diễn ra ở South Carolina như họ đã làm ở các quốc gia miền Nam khác. Tuy nhiên, South Carolina trải qua một phong trào ít bạo lực hơn nhiều so với Mississippi, Alabama, Bắc Louisiana, hoặc Bắc Florida.

### Thế kỷ 21
Tính đến năm 2015, South Carolina có tỷ lệ nữ thấp nhất trong số tất cả các tiểu bang trong cơ quan lập pháp tiểu bang, ở mức 13,5% (chỉ có Louisiana, Oklahoma và Wyoming có tỷ lệ thấp hơn, trung bình toàn quốc là 24,3%; Colorado ở mức 41%). Năm 2011, South Carolina xếp hạng nhất trong cả nước về tỷ lệ phụ nữ bị giết bởi đàn ông.
South Carolina thu hút doanh nghiệp mới bằng cách có thuế suất thuế thu nhập doanh nghiệp 5%, không có thuế tài sản nhà nước, thuế thu nhập địa phương, thuế hàng tồn kho, thuế bán hàng, thiết bị sản xuất, điện công nghiệp hoặc nguyên liệu cho thành phẩm; không có thuế bán buôn, không có thuế đơn nhất về lợi nhuận trên toàn thế giới.
Bắt đầu từ ngày 1 tháng 1 năm 2013, South Carolina là một trong những tiểu bang đầu tiên không còn thanh toán cho việc sinh con sớm 'tự chọn', theo bảo hiểm Medicaid và bảo hiểm tư nhân. Thuật ngữ tự chọn sớm được định nghĩa là việc mổ lấy thai trong khoảng 37-39 tuần không dựa trên y khoa. Sự thay đổi này nhằm giúp trẻ em khỏe mạnh hơn và chi phí không cần thiết cho South Carolina.
Vào ngày 20 tháng 11 năm 2014, South Carolina trở thành tiểu bang thứ 35 hợp pháp hóa các cuộc hôn nhân đồng tính, khi một tòa án liên bang ra lệnh thay đổi. Để biết thêm thông tin, xem: Hôn nhân đồng giới ở South Carolina.

## Văn hóa

### Nghệ thuật
South Carolina có nhiều địa điểm cho nghệ thuật về thị giác và biểu diễn. Bảo tàng Nghệ thuật Gibbes ở Charleston, Bảo tàng Nghệ thuật Hạt Greenville, Bảo tàng Nghệ thuật Columbia, Bảo tàng Nghệ thuật Spartanburg và Bảo tàng Quốc gia South Carolina ở Columbia cùng những nơi khác cung cấp sự tiếp cận nghệ thuật cho tiểu bang. Ngoài ra còn có nhiều di tích lịch sử và bảo tàng nằm rải rác khắp tiểu bang, tỏ lòng tôn kính với nhiều sự kiện và thời kỳ trong lịch sử của tiểu bang từ người Mỹ bản xứ đến ngày nay.
South Carolina cũng có các địa điểm nghệ thuật bao gồm Trung tâm Hòa bình ở Greenville, Trung tâm Nghệ thuật Koger ở Columbia và Nhà hát Newberry, và cả những người khác để mang tài năng địa phương, quốc gia và quốc tế đến các giai đoạn của South Carolina. Một số địa điểm lớn có thể tổ chức các sự kiện lớn, bao gồm Colonial Life Arena ở Columbia, Đấu trường Bon Secours Wellness ở Greenville và Đại hý trường Bắc Charleston.
Một trong những lễ hội nghệ thuật biểu diễn lớn của quốc gia, Spoleto Festival USA, được tổ chức hàng năm tại Charleston. Ngoài ra còn có vô số lễ hội địa phương trên toàn tiểu bang nêu bật nhiều truyền thống văn hóa, sự kiện lịch sử và văn hóa dân gian.
Theo Ủy ban Nghệ thuật South Carolina, các ngành sáng tạo tạo ra 9,2 tỷ đô la mỗi năm và hỗ trợ hơn 78.000 việc làm trong tiểu bang. Một cuộc thăm dò toàn tiểu bang năm 2009 của Viện Nghiên cứu Chính sách và Dịch vụ Công cộng của Đại học South Carolina cho thấy 67% cư dân đã tham gia vào nghệ thuật ở một số hình thức trong năm qua và trung bình công dân đã tham gia nghệ thuật 14 lần trong năm trước.

### Tôn giáo
Theo Hiệp hội lưu trữ dữ liệu tôn giáo (ARDA), năm 2010 các giáo phái lớn nhất là Công ước Baptist miền Nam với 913.763 tín đồ, Giáo hội Methodist United với 274.111 tín đồ và Giáo hội Công giáo La Mã với 181.743 tín đồ. Lớn thứ tư là Giáo hội Giám mục Methodist châu Phi với 564 hội thánh và 121.000 thành viên và lớn thứ năm là Giáo hội Trưởng lão (Mỹ) với 320 hội thánh và gần 100.000 thành viên.
Tính đến năm 2010, South Carolina là tiểu bang của Hoa Kỳ có tỷ lệ theo giáo phái Baha'is bình quân đầu người cao nhất với 17.559 tín đồ, khiến cho Baha'i Faith trở thành tôn giáo lớn thứ hai trong bang.

### Các môn thể thao
Mặc dù không có đội thể thao chuyên nghiệp lớn nào có trụ sở tại South Carolina, Carolina Panthers có cơ sở huấn luyện ở tiểu bang và chơi tại sân nhà của họ tại sân vận động Clemson's Memorial Stadium, tuy nhiên, họ hiện đang chơi ở Bắc Carolina. Panthers tự coi mình là "Nhóm Carolinas" và không đặt tên cho bản thân sau Charlotte hay Carolinas. Bang cũng là nơi có nhiều đội chuyên nghiệp nhỏ. Các đội đại học đại diện cho các cơ sở đặc biệt của South Carolina, và là những lựa chọn chính là bóng đá, bóng rổ và bóng chày tại tiểu bang. South Carolina cũng là một điểm đến hàng đầu cho các môn thể thao golf và thể thao dưới nước.
South Carolina cũng là nơi có một trong những đường đua đầu tiên của NASCAR và đường đua cao tốc trải nhựa đầu tiên, đường đua Darlington Raceway về phía tây bắc của Florence.

## Kinh tế và cơ sở hạ tầng
Theo Cục phân tích kinh tế Mỹ, tổng sản phẩm quốc gia của South Carolina (GSP) là 97 tỷ đô la năm 1997 và 153 tỷ đô la năm 2007. Tổng sản phẩm quốc nội (GDP) bình quân đầu người của nó trong năm 2000 là 26.772 đô la vào năm 1997 và $ 28,894 trong năm 2007; chiếm 85% trong tổng số 31,619 đô la đầu người thực tế cho Hoa Kỳ tổng thể vào năm 1997 và 76% trong số 38,020 đô la Mỹ cho năm 2007. Nợ của nhà nước trong năm 2012 được tính là 22,9 tỷ đô la hoặc 7.800 đô la cho mỗi người nộp thuế.
Các sản phẩm nông nghiệp chính của bang là thuốc lá, gia cầm, bông, gia súc, các sản phẩm từ sữa, đậu nành, cỏ khô, gạo và lợn. Các sản phẩm công nghiệp bao gồm hàng dệt, sản phẩm hóa chất, sản phẩm giấy, máy móc, ô tô, sản phẩm ô tô và du lịch. Theo Cục Thống kê Lao động, tính đến tháng 3 năm 2012, South Carolina có 1.852.700 việc làm phi nông nghiệp, trong đó 12% đang trong lĩnh vực sản xuất, 11,5% trong ngành giải trí và khách sạn, 19% là thương mại, giao thông và tiện ích và 11,8% trong các dịch vụ giáo dục và y tế. Khu vực dịch vụ chiếm 83,7% nền kinh tế South Carolina.
Trong thời kỳ suy thoái kinh tế vào cuối thập niên 2000, tỷ lệ thất nghiệp của South Carolina đạt mức 12,0% trong tháng 11 và tháng 12 năm 2009. Nó đang tiếp tục giảm liên tục với tỷ lệ thất nghiệp 8,9% tính đến tháng 3 năm 2012.
Nhiều tập đoàn lớn đã chuyển địa điểm của họ đến South Carolina. Boeing đã mở một cơ sở sản xuất máy bay tại Charleston vào năm 2011, là một trong hai địa điểm lắp ráp cuối cùng cho chiếc 787 Dreamliner. South Carolina là một tiểu bang phải làm việc và nhiều doanh nghiệp sử dụng các cơ quan nhân sự để tạm thời lấp đầy các vị trí. Domtar, ở Rock Hill, là công ty Fortune 500 duy nhất có trụ sở tại South Carolina. Danh sách Fortune 1000 bao gồm SCANA, Sonoco Products và ScanSource.
South Carolina cũng được hưởng lợi từ đầu tư nước ngoài. Có 1.950 công ty nước ngoài hoạt động tại South Carolina, tuyển dụng gần 135.000 người. Đầu tư trực tiếp nước ngoài (FDI) mang lại 1,06 tỷ đô la cho nền kinh tế nhà nước trong năm 2010. Kể từ năm 1994, BMW đã có một cơ sở sản xuất ở hạt Spartanburg gần Greer và từ năm 1996 Tập đoàn Zapp hoạt động ở Summerville gần Charleston.

### Vận chuyển

#### Đường
Bang có hệ thống đường lớn thứ tư trong cả nước, bao gồm 11 xa lộ liên tiểu bang, đường cao tốc được đánh số, đường cao tốc liên bang, và những con đường thứ cấp, tổng cộng khoảng 67.000 km.
Trên các tuyến đường phụ, South Carolina sử dụng một hệ thống đánh số để theo dõi tất cả các đường cao tốc không liên tiểu bang và chính mà Bộ Giao thông Vận tải South Carolina duy trì. Đường phụ được đánh số theo số của hạt theo sau là một số duy nhất cho đường cụ thể.

#### Đường sắt

##### Vận chuyển hành khách
Amtrak vận hành bốn tuyến hành khách ở South Carolina: Crescent, Palmetto, Silver Meteor và Silver Star. Tuyến đường Crescent phục vụ các thành phố Upstate, Silver Star phục vụ các thành phố Midlands, và các tuyến Palmetto và Silver Meteor phục vụ các thành phố nhỏ hơn.
Trạm dừng

##### Vận chuyển hàng hóa
CSX Transportation và Norfolk Southern là các công ty đường sắt hạng I duy nhất ở South Carolina, vì các công ty vận chuyển hàng hóa khác trong tiểu bang là những tuyến ngắn.

### Sân bay lớn và khu vực
Có bảy sân bay quan trọng ở South Carolina, tất cả đều đóng vai trò là trung tâm sân bay khu vực. Khối lượng hành khách đông đúc nhất là Sân bay Quốc tế Charleston. Ngay bên kia biên giới Bắc Carolina là Sân bay Quốc tế Charlotte/Douglas, sân bay bận rộn thứ 30 trên thế giới, về hành khách.
- Sân bay Columbia Metropolitan - Columbia
- Sân bay Quốc tế Charleston - Bắc Charleston
- Sân bay quốc tế Greenville-Spartanburg - Greenville/Spartanburg
- Sân bay Florence - Florence
- Sân bay Quốc tế Myrtle Beach - Myrtle Beach
- Sân bay Hilton Head - Hilton Head Island/Beaufort
- Đồi Rock/Sân bay Hạt York - Đồi Rock

## Giáo dục
Tính đến năm 2010, South Carolina là một trong ba tiểu bang đã không đồng ý sử dụng các tiêu chuẩn ngôn ngữ và toán học quốc tế cạnh tranh.
Trong năm 2014, Tòa án tối cao South Carolina phán quyết bang đã không cung cấp một nền giáo dục "tối thiểu phù hợp cho trẻ em trong tất cả các phần của tiểu bang theo yêu cầu của hiến pháp của tiểu bang."
South Carolina có 1.144 trường K – 12 tại 85 khu học chánh với số ghi danh là 712.244 vào mùa thu 2009. Tính đến niên khoá 2008-2009, South Carolina đã chi $ 9.450 cho mỗi học sinh, xếp hạng 31 trong nước cho mỗi học sinh chi tiêu.
Vào năm 2015, điểm SAT trung bình toàn quốc là 1490 và trung bình của South Carolina là 1442, thấp hơn 48 điểm so với mức trung bình toàn quốc.
South Carolina là tiểu bang duy nhất sở hữu và vận hành hệ thống xe buýt trường học trên toàn tiểu bang của mình. Tính đến tháng 12 năm 2016, bang duy trì 5582 xe buýt với xe trung bình phục vụ là 15 tuổi với 236.000 dặm, so với tỷ lệ trung bình toàn quốc là 6 năm. Một nửa số xe buýt trường học của tiểu bang trên 15 tuổi và một số được báo cáo lên đến 30 tuổi. Trong năm 2017 trong đề xuất ngân sách, Tổng Giám đốc Giáo dục Molly Spearman đã yêu cầu hợp đồng thuê nhà nước để mua 1.000 xe buýt để thay thế những xe bị hư hại. Bạn có thể mua thêm 175 xe buýt ngay lập tức thông qua chương trình cho thuê chính của Thủ quỹ Riểu bang. Vào ngày 5 tháng 1 năm 2017, Cơ quan bảo vệ môi trường Hoa Kỳ đã trao cho South Carolina hơn 1,1 triệu đô la để thay thế 57 xe buýt trường học bằng các mô hình sạch hơn mới thông qua chương trình Đạo luật giảm phát thải khí thải của nó.

## Chăm sóc sức khỏe
Đối với chăm sóc sức khỏe, South Carolina được xếp hạng 33 trong số 50 tiểu bang, theo Quỹ Commonwealth, một nền tảng y tế tư nhân làm việc để cải thiện hệ thống chăm sóc sức khỏe. Tỷ lệ sinh thiếu niên của tiểu bang là 53 trẻ trên 1000 trẻ vị thành niên, so với mức trung bình là 41,9 ca sinh ra ở Hoa Kỳ, theo Quỹ Kaiser Family Foundation. Tỷ lệ tử vong trẻ sơ sinh của tiểu bang là 9,4 trường hợp tử vong trên 1.000 ca sinh so với mức trung bình của Mỹ là 6,9 ca tử vong.
Có 2,6 bác sĩ trên 1000 người so với trung bình 3,2 bác sĩ của Hoa Kỳ. Đã có $ 5,114 chi cho chi phí y tế bình quân đầu người trong tiểu bang, so với mức trung bình của Hoa Kỳ là $ 5,283. Có 26% trẻ em và 13% người cao tuổi sống trong nghèo đói ở tiểu bang, so với 23% và 13%, tương ứng ở Mỹ. Và 34% trẻ em bị thừa cân hoặc béo phì, so với mức trung bình của Hoa Kỳ là 32%.